# Władcy Sri Lanki
Władcy Sri Lanki – lista władców historycznych królestw na Cejlonie.

## Wcześni władcy
- Widźaja ok. 543 p.n.e.–505 p.n.e.
- Upatissa ok. 505 p.n.e.–504 p.n.e.
- Panduvasdeva ok. 504 p.n.e.–474 p.n.e.
- Abhaya ok. 474 p.n.e.–454 p.n.e.
- Tissa 454–437 p.n.e.
- Pandukabhaya ok. 437?–367 p.n.e.
- Mutasiva 367?–307 p.n.e.
- Devanampiya Tissa 307–267 p.n.e.
- Uttiya 267–257 p.n.e.
- Mahasiva 257–247 p.n.e.
- Suratissa 247–237 p.n.e.

## PaństwoAnuradhapura

### Dwóch władców tamilskich
- Sena 237 p.n.e. – 215 p.n.e.
- Gutthika 237 p.n.e. – 215 p.n.e.

### Władca syngaleski
- Asela 215 p.n.e. – 205 p.n.e.

### Hinduska dynastia z Ćola
- Elara 205–161 p.n.e.

### Dynastia Ruhuna (syngaleska)
- Dutugemunu 161–137 p.n.e.
- Saddha Tissa 137–119 p.n.e.
- Thulatthana 119 p.n.e.
- Lanja Tissa 119–109 p.n.e.
- Khallata Naga 109–104 p.n.e.
- Vattagamani Abhaya 104 p.n.e.

### Pięciu królów drawidyjskich
- Pulahatta 104 p.n.e. – 100 p.n.e.
- Bahiya 100 p.n.e. – 98 p.n.e.
- Panya Mara 98 p.n.e. – 91 p.n.e.
- Pilaya Mara 91 p.n.e.
- Dathika 91 p.n.e. – 88 p.n.e.

### Królowie syngalescy
- Vattagamani Abhaya lub Valagambahu I (ponownie)88–76 p.n.e.
- Mahakuli Mahatissa 76–62 p.n.e.
- Chore Naga 62–50 p.n.e.
- Kuda Tissa 50–47 p.n.e.
- Siva I 47 p.n.e.
- Vatuka 47 p.n.e.
- Darubhatika Tissa 47 p.n.e.
- Niliya 47 p.n.e.
- Anula 47–42 p.n.e.
- Kutakanna Tissa 42–20 p.n.e.
- Bhatikabhaya Abhaya 20–9 p.n.e.
- Mahadathika Mahanaga 9 p.n.e.-21 n.e.
- Amandagamani Abhaya 21–30
- Kanirajanu Tissa 30–33
- Chulabhaya 33–35
- Sivali 35
- Ilanaga 34–44
- Chandamukha 44–52
- Yassalalaka Tissa 52–60
- Subha 60–66

### Dynastia Lambakanna
- Vasabha 66–110
- Vankanasika Tissa 110–113
- Gajabâhu I 113–134
- Mahallaka Naga 134–140
- Bhatika Tissa 140–164
- Kanittha Tissa 164–183 lub 164–192
- Khujjanaga 183–185 lub 194–195
- Kunchanaga 185–186 lub 195
- Sirinaga I 186–205 lub 195–214
- Voharika Tissa 205–227 lub 214–236
- Abhayanaga 227–235 lub 236–244
- Sirinaga II 235–237 lub 244–246
- Vijaya Kumara 237 lub 246–247
- Sangha Tissa I 238–242 lub 247–251
- Sirisamghabodhi 242–244 lub 251–253
- Gathabhaya 244–257 lub 253–266
- interregnum 257–267
- Jettha Tissa I 266–276
- Mahasena 276–303
- Sirimeghavanna 304–331
- Jettha Tissa II 331–340
- Buddhadasa 341–368
- Upatissa 368–410
- Mahanama 410–432
- Chattagahaka Jantu 432
- Mittasena 432

### Sześciu królów drawidyjskich
- Pandu 428–432
- Parindu 433
- Khudda Parinda 433–449
- Tiritara 449
- Dathiya 449–452
- Pithiya 452

### Władcy hinduscy – Maurjowie
- Dhatusena 459–477
- Kassapa I 477–495
- Moggallana I 495–512
- Kumara Dhatusena 512–520
- Kittisena 520–521
- Siva II 521
- Upatissa II 521–522
- Silakala Ambosamanera 522–535
- Dathappabhuti 535
- Moggallana II 535–555
- Kittisirimegha 555–573
- Mahanaga 573–575
- Aggabodhi I 575–608
- Aggabodhi II 608–618
- Sangha Tissa 618
- Moggallana III 618–623
- Silameghavanna 623–632
- Aggabodhi III Sirisanghabodhi 632
- Jettha Tissa III 632–633
- Aggabodhi III (ponownie) 633–643
- Dathopa Tissa I Hatthadpatha 643
- Aggabodhi III (ponownie) 643
- Dathopa Tissa I Hatthadpatha (ponownie) 643–650
- Kassapa II 650–659
- Dappula I 659
- Dathopa Tissa II 659–667
- Aggabodhi IV 667–683
- Datta 683–684
- Hatthadpatha II 684

### Dynastia Lambakanna (wasalePallawówdo777)
- Manavanna 684–718
- Aggabodhi V 718–724
- Kassapa III 724–730
- Mahinda I 730–733
- Aggabodhi VI 733–772
- Aggabodhi VII 772–777
- Mahinda II Silamegha 777–797
- Dappula II (lub Udaya I) 797–801
- Mahinda III 801–804
- Aggabodhi VIII 804–815
- Dappula III 815–831
- Aggabodhi IX 831–833
- Sena I 833–853
- Sena II 853–887
- Udaya II 887–898
- Kassapa IV 898–914
- Kassapa V 914–923
- Dappula IV 923–924
- Dappula V 924–935
- Udaya II 935–938
- Sena III 938–946
- Udaya III 946–954
- Sena IV 954–956
- Mahinda IV 956–972
- Sena V 972–982
- Mahinda V 982–1007

## Władcy hinduscy – Chola
- Rajaraja Chola I 993–1044
- Rajadiraja Chola I 1018–1054

## Tytularni władcy
- Vikkamabahu (lub Kassapa VI) ok. 1029-ok. 1040
- Kirthi ok. 1040
- Mahalana Kirthi ok. 1040-ok. 1042
- Vikkama Pandya ok. 1042-ok. 1043
- Jagathpala ok. 1043-ok. 1046
- Pârakkama Pandya ok. 1046-ok. 1048
- Lokeshwara ok. 1048-ok. 1054
- Kassapa VII (lub Keshadhathu Kassapa) ok. 1054-ok. 1055

## PaństwoPolonnaruwa
- Vijayabâhu I 1055–1110
- Jayabâhu I 1110–1111
- Vikramabâhu I 1111–1132
- Gajabâhu II 1132-
- Parâkramabâhu I Wielki 1153–1186
- Vijayabâhu II 1186–1187
- Mahinda VI 1187

### Władcy hinduscy –Kalinga
- Nissanka Malla 1187–1196
- Vikramabâhu II 1196
- Chodaganga 1196
- Leelavathi Naaichchi 1197–1200
- Sahassamalla 1200–1202
- Queen Kalyanavati 1202–1208
- Dharmashoka 1208–1209
- Anikanga Mahadipada 1209
- Leelavathi Naaichchi (ponownie) 1209–1210
- Lokissara 1210–1211
- Leelavathi Naaichchi (ponownie) 1211–1212

### Władcy hinduscy – Pandya
- Parakrama 1212–1215

### Władcy hinduscy –Kalinga
- Magha 1215–1236

## Państwo Dambadeniya

### władcy w Dambadeniya
- Vijayabâhu III 1220–1234
- Parâkkamabâhu II 1234–1267
- Vijayabâhu IV 1267–1270

### władcy w Yapahuwa
- Bhuvanaikabâhu I 1272–1285
- interregnum 1285–1286

### władcy w Polonnaruwa
- Parâkkamabâhu III. 1287–1293

### władcy w Kurunagala
- Bhuvanaikabâhu II 1293–1302
- Parâkkamabâhu IV 1302–1326
- Bhuvanaikabahu III 1326–1335
- Vijayabâhu V 1335–1341
- Bhuvanaikabâhu IV 1341–1353

## Państwo Gampola

### władcy w Dedigama
- Parâkkamabâhu V 1344–1359

### władcy w Gampola
- Vikramabâhu III 1357–1374
- Bhuvanaikabâhu V 1372–1408

## Królestwo Raigama
- Veerabahu II 1392–1397
- Veeralankeshwara 1397–1410
- Kahawelageshwara 1418–1423

## Królestwo Jaffna

### Dynastia Arya Chakravarti
- Kangasuriya Singai Aryan 1467–1478
- Pararajesekaran VI 1478–1519
- Sankili Segarajasekaran VI 1519–1560
- Puviraja Pandaram Pararajesekaran VII 1561–1565
- Kurunchi Waniyyar 1565–1570
- Periya Pillai Segarajasekaran VIII 1570–1572
- Puviraja Pandaram Pararajesekaran VIII 1572–1591
- Ethirmanna Singam Pararajasekaran IX 1591–1615
- Arakesari (regent) 1615–1617
- Sankili Kumaran 1617–1620

## Królestwo Kotte
- Parakramabâhu VI 1412–1467
- Jayabâhu II 1467–1470
- Bhuvanaikabâhu VI 1470–1480
- Parâkkamabâhu VII 1480–1484
- Parâkkamabâhu VIII 1484–1489
- Dharma Parãkramabãhu IX 1489-1513
- Vijavabãhu VI 1513-1521
- Bhuvanekabãhu VII 1521-1551
- Vidiyë Bandãra (regent 1521–1555)
- Dom Joaõ Dharmapala 1551–1597, ochrzczony w 1556

## Królestwo Sitawaka
- Mayadunne 1521–1581
- Rajasingha I 1581–1593

## Królestwo Kandy
- Jayaweera Bandãra, ochrzczony w 1546, odtąd jako Dom Joao
- Karalliyaddë Bandãra
- Dom Filipe Yamasimha 1592
- Dom João (zmarł w 1642)
- Dona Catarina

### DynastiaKonnapu Bandara
- Vimala Dharma Surya I 1591–1604, ochrzczony w 1592, odtąd jako Dom Joao da Austria
- Senarat 1605–1635
- Râjasimha II 1635–1687
- Vimala Dharma Surya II 1687–1707
- Vira Narendra Sinha 1707–1739

### DynastiaKandy Nayakar
- Vijaya Rajasinha (lub Rajasimha III) 1739–1747
- Kirtisri 1747–1781
- Rajadhirarajasinha 1781–1798
- Sri Vikrama Rajasinha (lub Rajasimha IV) 1798–1815